# Ashmeadiella lutzi
Ashmeadiella lutzi är en biart som först beskrevs av Cockerell 1930.  Ashmeadiella lutzi ingår i släktet Ashmeadiella och familjen buksamlarbin. Inga underarter finns listade i Catalogue of Life.